# 佐賀県教育委員会
佐賀県教育委員会（さがけんきょういくいいんかい）は、佐賀県の教育委員会である。

## 概要
佐賀県内の教育に関する事務を所掌する行政委員会であり、6人の委員で構成される。2019年3月現在の教育長は、白水敏光。近年は、学力向上、高校改革などの教育改革に取り組んでいる。
広義では、教育委員会の執行機関である教育委員会事務局を含めて、教育委員会と呼ぶこともある。

## 組織
- 企画・経営グループ
- 危機管理・広報グループ
- 教育政策課
- 県立高校再編整備推進室
- 特別支援教育室
- 教育情報課
- 教職員課
- 学校教育課
- 保健体育室
- 人権・同和教育室
- 文化財課
- 教育支援課

## 所在地
- 〒840-8570　佐賀市城内1丁目1番59号

## 市町村教育委員会
- 佐賀市教育委員会
- 鳥栖市教育委員会
- 唐津市教育委員会

## 参考・外部リンク
- 佐賀県教育委員会